# Unia Stowarzyszeń Polskiej Młodzieży Niepodległościowej
Unia Stowarzyszeń Polskiej Młodzieży Niepodległościowej (do 1911 Związek Stowarzyszeń Polskiej Młodzieży Postępowo-Niepodległościowej, pot. „Filarecja”) – polityczna organizacja młodzieżowa, powstała w marcu 1910 roku w Leodium (Liège) z inicjatywy PPS-Frakcji Rewolucyjnej oraz Związku Walki Czynnej.
Liczyła około 600 członków z młodzieży akademickiej i gimnazjalnej, głównie ze środowisk inteligenckich; obejmowała również swoim wpływem organizacje filareckie w Europie Zachodniej, w Galicji („Życie” we Lwowie, „Promień” w Krakowie i Lwowie) i zaborze rosyjskim (Związek Młodzieży Postępowo-Niepodległościowej), działała również wśród polskich studentów w Rosji. Wysuwała hasła bojkotu szkół rządowych w Królestwie Kongresowym i zaborze rosyjskim, wydawała pisma: „Jutro”, „Biuletyn Szkolny”, „Ruń”, „Nasza Praca”, „Nurt”, „Promień”, „Głos Młodych”. Przed I wojną światową większość członków wstąpiła w szeregi Związku Strzeleckiego. Po wybuchu wojny Unię rozwiązano; część członków kontynuowała działalność, najpierw jako Związek Młodzieży Postępowo-Niepodległościowej, potem od 1918 Związek Polskiej Młodzieży Socjalistycznej, a następnie jako Związek Niezależnej Młodzieży Socjalistycznej.
Główni działacze Filarecji: w Galicji i na emigracji – Marian Kukiel, Kazimierz Sosnkowski, Janusz Głuchowski, Piotr Górecki, Medard Downarowicz, Stanisław Loewenstein, Paweł Kittay, Zygmunt Przybylski, Tadeusz Szpotański, w zaborze rosyjskim – Mieczysław Niedziałkowski, Stefan Starzyński, Jan Cynarski, Marian Nowicki, Tadeusz Hołówko.